# Bonaparte cruzando los Alpes
Bonaparte cruzando los Alpes (también llamado Napoleón cruzando los Alpes, a pesar de la existencia de otra pintura con ese nombre) es una pintura al óleo de 1848-1850 que retrata a Napoleón Bonaparte, realizada por el artista francés Paul Delaroche. La pintura muestra a Bonaparte montado en una mula, guiando a su ejército a través de los Alpes, un viaje realizado en la primavera de 1800, en su intento por sorprender a las tropas austríacas en Italia.
La obra se inspiró en la serie de cinco pinturas de Napoleón cruzando los Alpes (1801-1805) realizadas por Jacques-Louis David. Las obras de David también muestran el viaje de Napoleón por el paso del Gran San Bernardo; sin embargo, existen importantes diferencias estilísticas entre ambas concepciones. El Napoleón de Delaroche tiene frío y está alicaído, mientras que el de David viste un uniforme prístino y es idealizado como héroe. Delaroche recibió la comisión de pintar un retrato realista, estilo que estaba surgiendo en esa época.
Pese a que la pintura representaba y era una de las pioneras de este nuevo estilo, la obra fue criticada por varias autoridades en el tema. Sus motivos eran variados: desde la representación de la escena, hasta la desaprobación general del mismo Delaroche. Muchos de los que adherían a esta última opinión sentían que Delaroche trataba de plasmar de algún modo el genio de Napoleón y que había fallado en el intento.

## Trasfondo

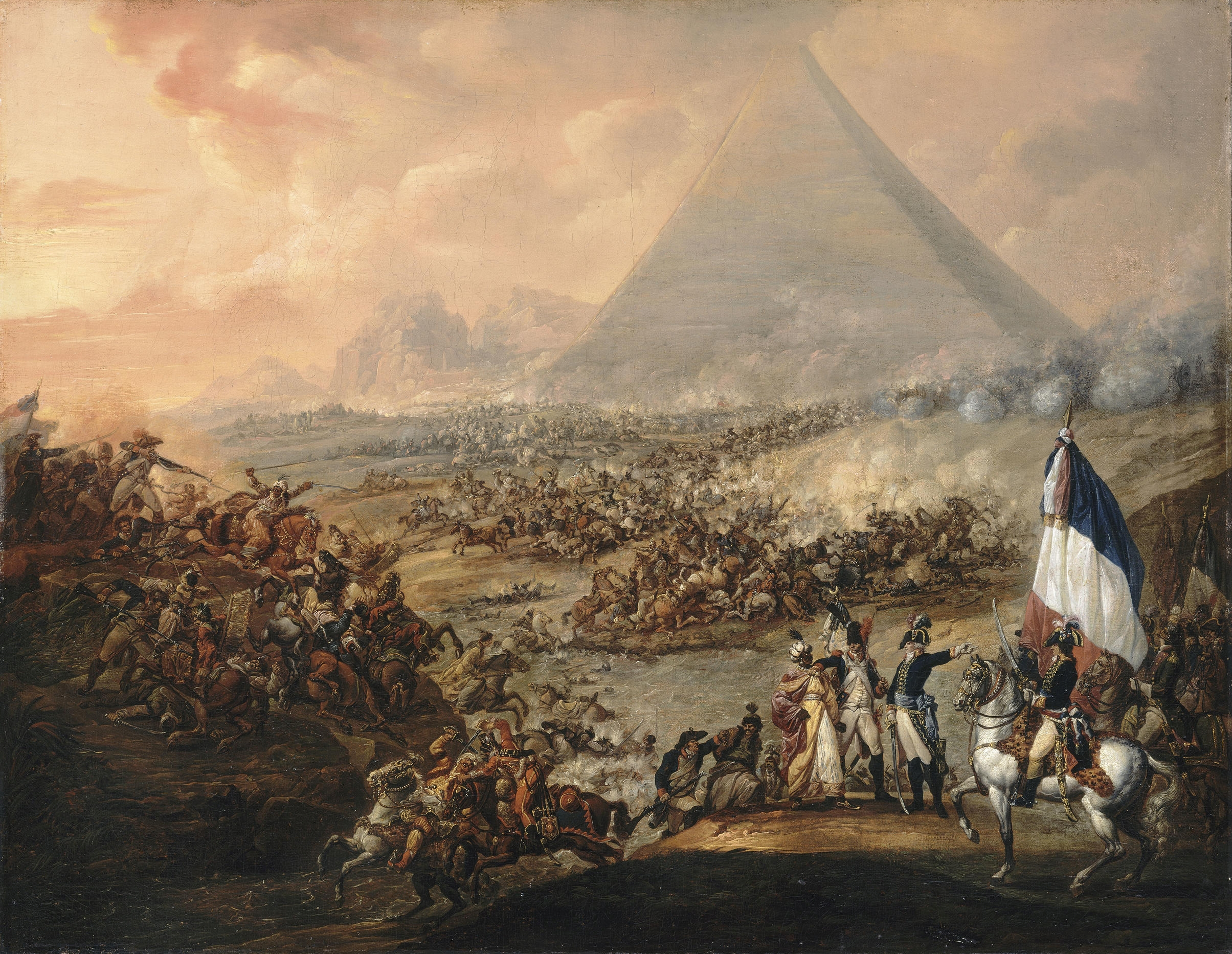
La batalla de las Pirámides (1798-1799) de Francois-Louis-Joseph Watteau muestra la batalla del mismo nombre, ocurrida durante la campaña de Egipto realizada por Napoleón (Museo de Bellas Artes de Valenciennes, Francia).

### Contexto histórico
Como parte de su campaña de 1798 durante las Guerras Revolucionarias Francesas, Napoleón preparó la invasión y conquista de Egipto, el cual en esa época era una provincia del Imperio otomano. Una acción militar como esa prometía grandes beneficios, como por ejemplo asegurar los intereses comerciales de Francia e impedir el acceso de los británicos a la India. Para el primero de julio de ese mismo año, Napoleón había desembarcado en la costa egipcia. Sin embargo, luego de una prolongada cadena de conflictos que resultaron en enormes pérdidas, la campaña acabó con la victoria otomano-británica y Napoleón debió regresar a Francia.
Cuando llegó, encontró que en su ausencia, las fuerzas austríacas habían vuelto a tomar Italia. Para recuperar su ventaja, planeó lanzar un asalto sorpresivo sobre el ejército austríaco destinado en la República Cisalpina. Basado en el supuesto de que los austríacos jamás esperarían que el gran ejército napoleónico fuese capaz de atravesar los Alpes, optó por tomar esa ruta, eligiendo el paso más corto (el paso del Gran San Bernardo), que le permitiría alcanzar su destino tan velozmente como era posible.
El 15 de mayo de 1800, Napoleón y su ejército de 40 000 hombres —sin incluir la artillería de campaña y los vagones de carga— (35 000 de artillería ligera e infantería, y 5000 de caballería) comenzaron el arduo viaje por las montañas. Durante los cinco días que demoró el cruce del paso, el ejército napoleónico consumió casi 22 000 botellas de vino, más de una tonelada y media de queso y cerca de 800 kilogramos de carne.

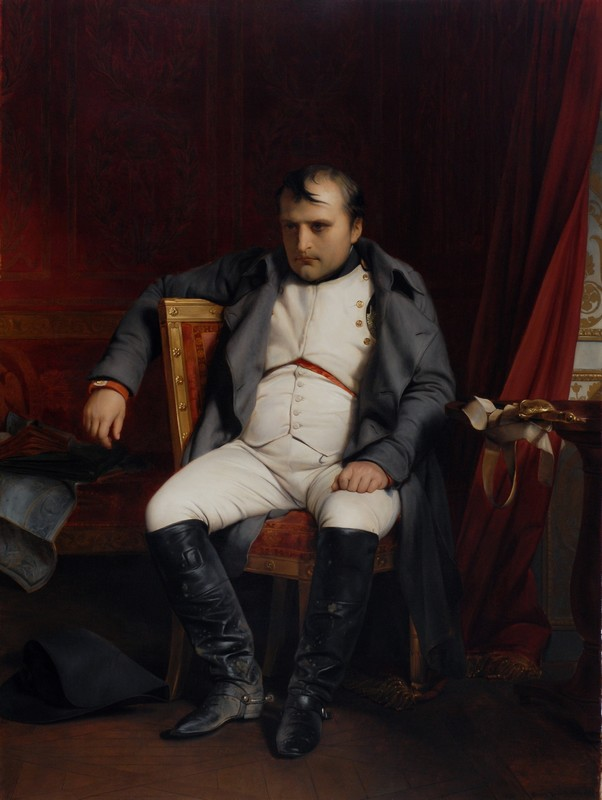
Napoleón en la víspera de su primera abdicación, el 4 de abril de 1814 (Napoléon abdiquant à Fontainebleau"), pintura al óleo de Delaroche, 1845 (Museo de Artes Plásticas de Leipzig, Alemania.

Luego de cruzar los Alpes, Napoleón comenzó las operaciones militares contra el ejército austríaco. A pesar del comienzo poco auspicioso de la campaña, las fuerzas austríacas fueron obligadas a retroceder hasta Marengo después de casi un mes. Allí fue donde el 14 de junio tuvo lugar una gran batalla que acabó con la evacuación de Italia por parte de los austríacos. Aunque el ejército de Napoleón resultó victorioso, fue quien sufrió más bajas: aproximadamente 1100 frente a las 960 de los austríacos.

### Delaroche
Los primeros trabajos de Delaroche habían estado basados en el Antiguo Testamento, pero poco a poco su interés fue variando hacia escenas de la historia inglesa y francesa. Él «combinaba su habilidad para los colores con su interés en escenas detalladas de la historia». Bonaparte cruzando los Alpes, que fue pintada apenas ocho años antes de la muerte de Delaroche, ejemplifica este período en su carrera.
Dejando a un lado su encargo, Delaroche se inspiró para crear Bonaparte cruzando los Alpes debido a que sentía que él se parecía a Napoleón y que sus logros eran comparables con los de éste. Es probable que la pintura de Delaroche sea precisa históricamente; los detalles como la vestimenta de Napoleón parecen haber sido investigados por el artista en su esfuerzo por conferirle autenticidad.

## Obra

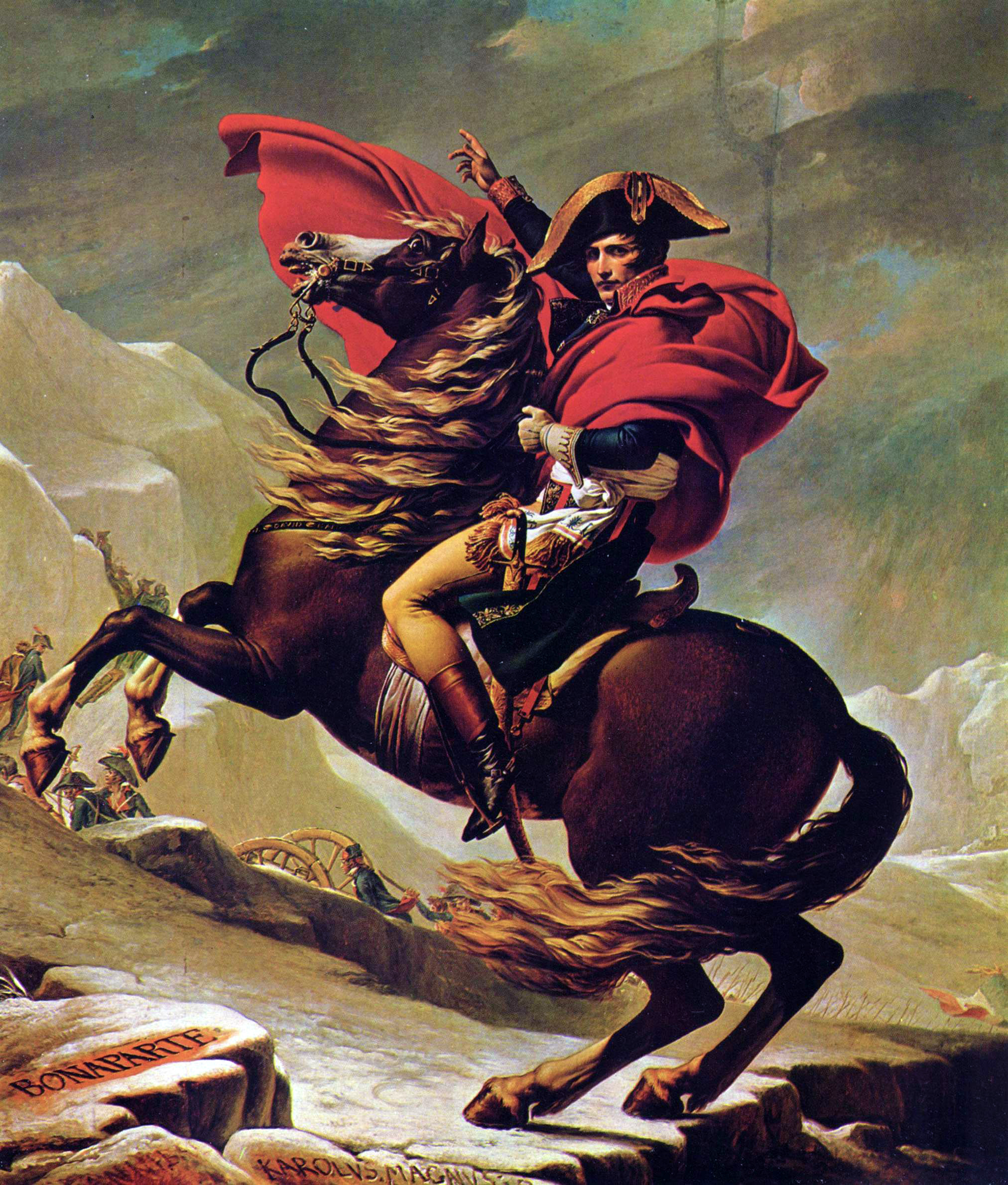
La versión de Jacques-Louis David de la escena difiere enormemente del pensamiento de Delaroche de Napoleón cruzando los Alpes (castillo de Malmaison, Yvelines, Francia).

### Encargo de la obra
Arthur George, tercer earl de Onslow, encargó la realización de la pintura luego de que él y Delaroche visitaron el Louvre en París, donde vieron la versión de David del famoso acontecimiento. La obra había vuelto a exponerse hacía poco tiempo, tras una renovación del interés en Napoleón, casi 40 años después de su exilio. George, quien poseía una colección considerable de parafernalia napoleónica, opinaba al igual que Delaroche que la pintura no reflejaba la realidad y le encargó la creación de una representación más realista.

### Contraste con la representación de David
El contraste entre la representación de Jacques-Louis David de la misma escena (de Napoleón atravesando los Alpes camino a Italia), que fue un retrato halagador solicitado por el rey de España para Napoleón (como regalo), y la representación de Delaroche en Bonaparte cruzando los Alpes es evidente.
La primera y más importante diferencia se halla en Napoleón, en su vestimenta y en su talla. David muestra a Napoleón vestido con un uniforme colorido e inmaculado, acompañado por una capa drapeada. Por otro lado, la versión de Delaroche presenta a Napoleón con un abrigo gris bastante común que tiene el único propósito de mantener alejado el frío más que mostrarlo como el símbolo que pudo haber representado: el de un líder militar poderoso y galante, que es la impresión que uno recibe de la versión de David.
Sin embargo, existe otra diferencia significativa en el mismísimo Napoleón, en su estado mental. El Napoleón de David es exuberante, seguro de su liderazgo del ejército francés y de su capacidad para cruzar los Alpes y derrotar a los austríacos en Italia. En cambio, el de Delaroche está alicaído, demacrado y amargado por el cruel frío; los ojos y la cara inexpresiva evidencian su agotamiento, su cansancio como resultado del largo e inestable viaje.
La última diferencia de importancia (dejando de lado el verdadero escenario, los hombres que se ven a la distancia, etc.) es respecto al animal en el cual está montado Napoleón. En la versión de David, Napoleón se encuentra sobre un corcel grande y fuerte de larga crin; esta cuestión en la versión de David es irrefutablemente falsa: es sabido que Napoleón montó una mula durante la travesía (la cual tomó prestada de un campesino local), y no un caballo. La presencia de un caballo en lugar de una mula fue uno de los principales motivos de crítica formulados por Delaroche respecto de la versión de David y la base de su afirmación en cuanto a que Bonaparte cruzando los Alpes, donde sí hay una mula, es una representación más realista de la escena.

## Análisis

### Escenario
Puede apreciarse a Napoleón vistiendo ropas apropiadas para la circunstancia: sobre su uniforme lleva un sobretodo que lo envuelve firmemente, en el cual mantiene abrigada su mano derecha, sin guante, conservando una pizca de dignidad mediante el bicornio de borde dorado que usa en la cabeza. La mula sobre la cual viaja está desnutrida, cansada por su calvario a través de los Alpes. A la izquierda de la mula aparece su guía, Pierre Nicholas Dorsaz, quien debe seguir adelante y hacer avanzar a la mula, y se apoya pesadamente sobre el bastón al que se aferra con su mano izquierda para continuar; su vestimenta está curtida por el clima, su rostro, rojo por el frío. Él no puede permitirse el lujo de viajar montado en un animal ya que debe conducirse independientemente sobre el terreno. Pueden verse otros miembros del séquito de Napoleón un poco detrás de él; sus figuras robustas acentúan la fragilidad de Bonaparte.
Los elementos pertenecientes al frío y duro ambiente de los Alpes son evidentes: las montañas distantes cubiertas de nieve asoman detrás de Napoleón y compañía, mientras que a su izquierda aparece el costado de un acantilado, y el sendero bajo sus pies posee una gruesa capa de nieve.
Napoleón aparenta encontrarse en lo más alto de las montañas, y parece ser un hombre mortal y en peligro. Aunque en cierto sentido esto parece disminuir la figura de Napoleón (y contrastar en extremo con la versión de David, que lo muestra inmune al frío y bajo una luz heroica), la obra de Delaroche no pretendía retratarlo de un modo hostil o impropio. Delaroche deseaba representar a Napoleón como un hombre de carne y hueso que también sufría y pasaba penurias en sus hazañas más osadas, y sintió que mostrándolo tal como debió haber estado en esas circunstancias no degradaba en absoluto su estatus como ícono ni su legado sino que lo transformaba en una persona aún más admirable.

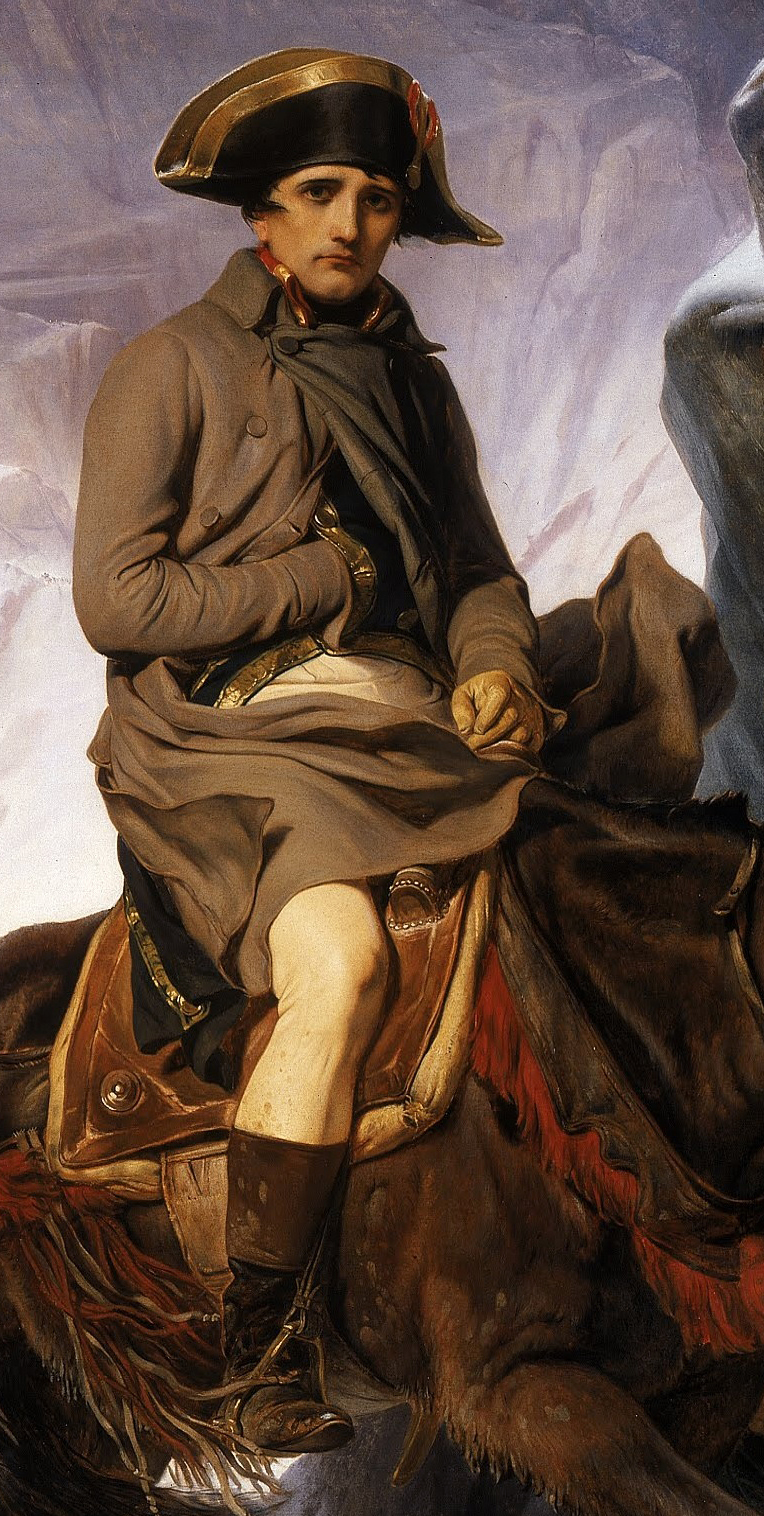
La luz ámbar cae sobre Napoleón, permitiendo la introducción del contraste.

### Estilo artístico
Junto con la masa blanca que puede observarse detrás de Napoleón, el brillo ámbar del sol, proveniente del oeste de la posición del grupo, es la fuente de luz central en la pintura. Unida con las sombras, esta produce contraste, y, por medio de la iluminación, enfatiza los aspectos clave de la escena; esto puede apreciarse particularmente en la luz que cae sobre el pecho de Bonaparte. Napoleón y la mula que monta tienen una textura muy rica visualmente debido al contraste de luz y sombra, al igual que el guía que conduce a la mula. Las capas de hielo y nieve también aparecen aún más blancas por la luz solar del oeste, alumbrando toda la escena. Sin embargo, la saliente a la izquierda del guía y las patas de la mula producen sombras que equilibran la iluminación del cuadro.
El esquema y tonos de textura que Delaroche utiliza en esta pintura son bastante detallados y estudiados, en especial respecto a las figuras más importantes; tal aspecto de la obra fue descrito como «... representado con una fidelidad que no ha omitido las trenzas de un ropaje, la textura peluda del cuadrúpedo, ni el detalle en el arnés a sus espaldas». El pelaje de la mula fue trabajado intensamente y pintado en detalle para que pareciera duro e hirsuto a la vista y, la mula misma, extenuada por el cansancio. La misma técnica se aplicó a los adornos rojos y amarillos que cubren y cuelgan del animal.
El detalle central en Napoleón se aplica a su abrigo, en sus pliegues y arrugas. Gran parte del detalle y la diversidad en cuanto a texturas se conceden también al guía, en particular a su rostro, su traje verde sacudido por el viento, y sus botas de cuero.
El cuidado en el detalle y la precisión literal que Delaroche pone en esta pintura evidencian y demuestran la lenta pero firme evolución del realismo dentro del arte durante el siglo XIX, y cómo comenzó a crecer su popularidad.

## Recepción
La obra, pese a su intento por mostrar a Napoleón en forma realista, fue criticada por varias autoridades en el tema debido a múltiples razones. Algunos desaprobaban la elección tomada por Delaroche respecto a la escena, mientras que otros criticaban directamente a Delaroche diciendo, en cierto modo, que pretendió plasmar el genio de Napoleón sin lograrlo.
Poco después de estar terminado, el cuadro fue llevado a Inglaterra y allí, en 1850, el crítico de la Athenaeum, una revista literaria, escribió una reseña. Los comentarios efectuados por la revista acerca de la obra indican que, pese a alabar la pintura a causa de varias de sus características, Delaroche era criticado por varios motivos:

Un oficial con traje francés montado sobre una mula es conducido por un campesino tosco a través de un peligroso paso cuyo rastro apenas es discernible en medio de la nieve; y este ayudante de campo sólo es visible en un barranco de los imponentes Alpes. Estos hechos han sido representados con una fidelidad que no ha omitido las trenzas de un ropaje, la textura peluda del cuadrúpedo, ni el detalle en el arnés a sus espaldas. El amontonamiento de nieve, el carámbano pendiente realzado por un solitario rayo de sol en un momento pasajero, todo ha sido dotado de una verosimilitud que resultará adorable para quienes exaltan la Escuela Holandesa por sus características similares en la más absoluta excelencia. Pero será en vano la búsqueda de M. Delaroche del noble y osado genio que llevó al humilde teniente de Ajaccio a convertirse en señor y árbitro del destino de la mayor parte de Europa.

Algunas personas estaban disgustadas con las obras de Delaroche en general y, en parte, con Bonaparte cruzando los Alpes, criticando lo que fue descrito como su «bajo nivel artístico». Entre tales críticas se incluye The Gentleman's Magazine, donde se publicó el siguiente texto:

Todo revela una modificación en su estilo, pero no una que sea feliz. Sus obras más recientes no están calculadas para recuperar la simpatía que había perdido. Uno debe confesar que Delaroche es un artista talentoso más que un genio. Su educación y dedicación por el estudio lo acreditan como pintor, pero no como artista en el verdadero sentido de la palabra. Ha fracasado en la misión de todo artista: hacer avanzar la educación de las masas; cuando estuvo en su poder impulsar, cedió; ha sido un reflejo, pero no una luz; y en lugar de elevar al público hasta su obra, se ha rebajado hasta el público.

No queda claro si Delaroche perdió la simpatía que había ganado por su encarcelamiento o por su asignación como Primer Pintor, pero parecería que The Gentleman's Magazine no sentía que el pintor estuviese aportando nada nuevo al espectro artístico con su empleo del realismo dentro de la pintura.

## Galería

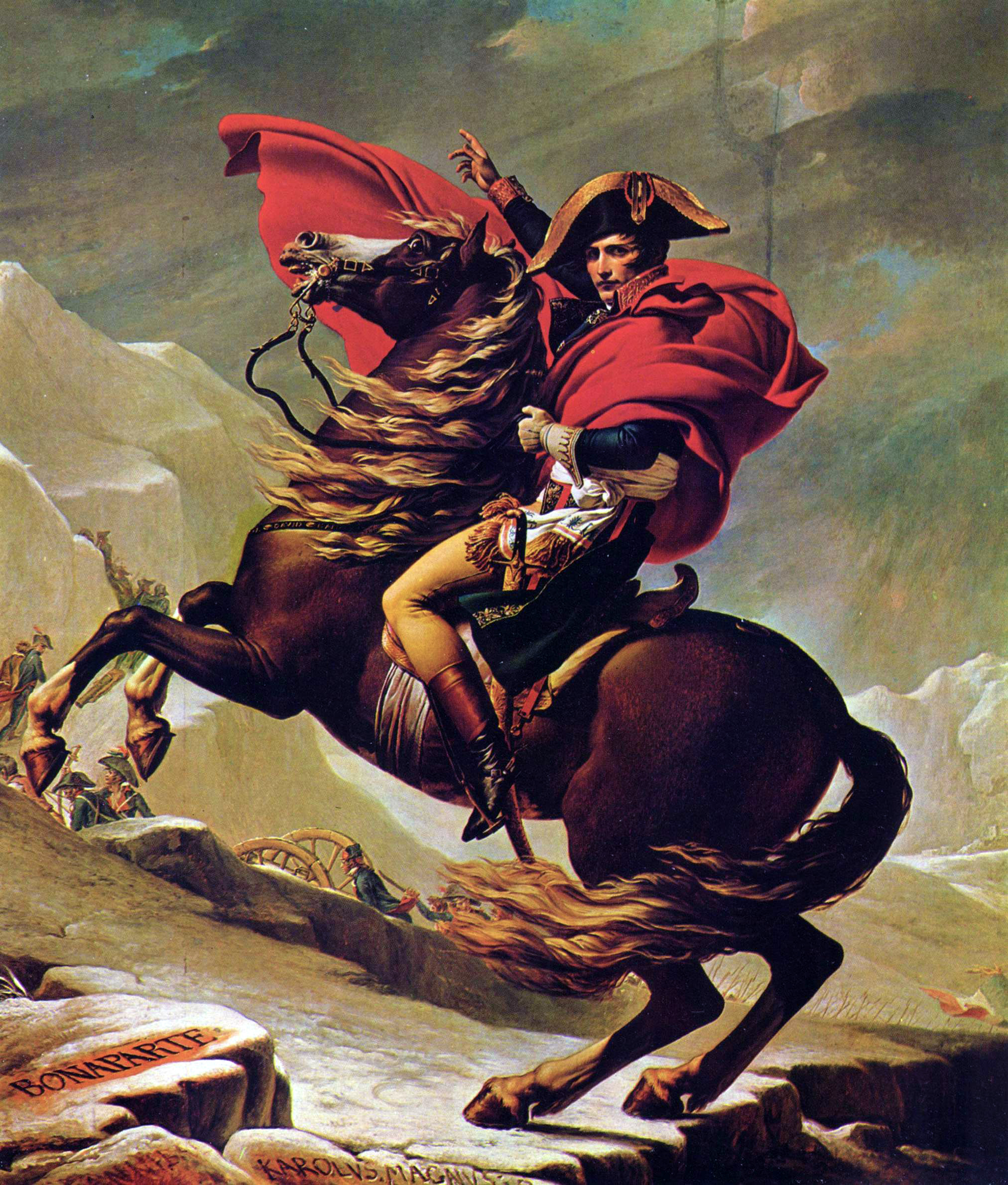
Aquí, en la versión de David, Napoleón viste ropas coloridas y prístinas junto con una capa drapeada.
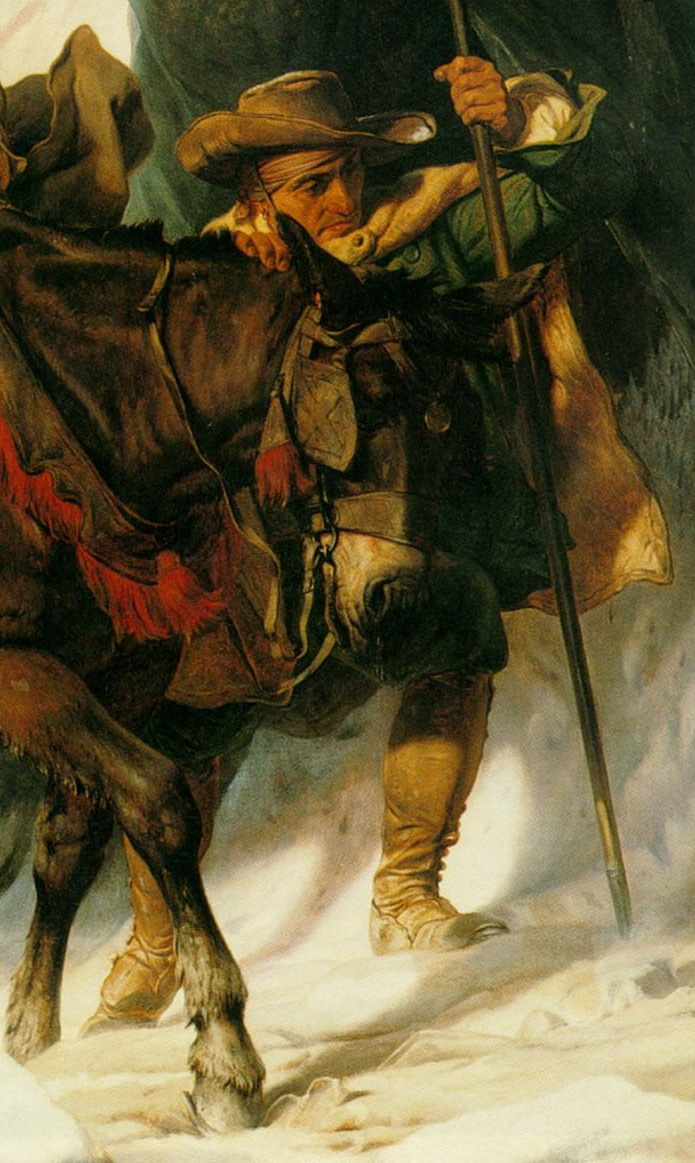
La mula de Napoleón es guiada por su guía. El efecto de la luz ambarina vuelve a ser evidente.
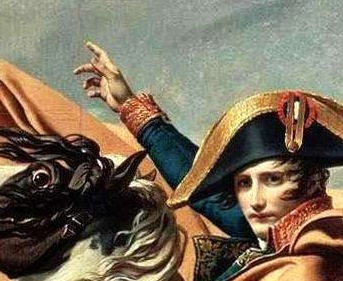
Detalle del rostro de Napoleón y su caballo perteneciente a la versión de David.